# Prisekani dodekaeder
| Prisekani dodekaeder                  | Prisekani dodekaeder               |
| ------------------------------------- | ---------------------------------- |
| (animacija)                           |                                    |
| vrsta                                 | arhimedsko telo uniformni polieder |
| elementi                              | F = 32, E = 90, V = 60 (χ = 2)     |
| stranske ploskve na stran             | 20{3} + 12{10}                     |
| Conwayjev zapis                       | tD                                 |
| Schläflijevi simboli                  | t{5,3}                             |
| Schläflijevi simboli                  | t0,1{5,3}                          |
| Wythoffov simbol                      | 2 3 \| 5                           |
| Coxeter-Dinkinov diagram              |                                    |
| simetrija                             | Ih, H3, [5,3], (*532), red 120     |
| vrtilna grupa                         | I, [5,3]+, (532), red 60           |
| diedrski kot                          | 10-10: 116,57° 3-10: 142,62°       |
| sklici                                | U26, C29, W10                      |
| značilnosti                           | konveksen polpravilen              |
| obarvane stranske ploskve             | 4.6.6 (slika oglišč)               |
| triakisni ikozaeder (dualni polieder) | mreža telesa                       |

Prisekani dodekaeder je v geometriji konveksni polieder. Je arhimedsko telo, eno od trinajstih konveksnih izogonalnih neprizmatičnih teles skonstruirano z dvema ali več vrstami pravilnih mnogokotniških stranskih ploskev.
Ima dvaintrideset pravilnih stranskih ploskev, od tega  dvajset enakostraničnotrikotniških in dvanajst desetkotniških, ter 90 robov in 60 oglišč.  

## Konstrukcija
Ta polieder se lahko naredi iz dodekaedra s prisekanjem vogalov petkotnih stranskih ploskev, ki tako postanejo desetkotniki in vogali postanejo enakostranični trikotniki.

## Površina in prostornina
Površina P in prostornina V prisekanega dodekaedra z dolžino roba a sta:
{\displaystyle P=5({\sqrt {3}}+6{\sqrt {5+2{\sqrt {5}}}})a^{2}\approx 100,99076a^{2}\!\,,}
{\displaystyle V={\frac {5}{12}}(99+47{\sqrt {5}})a^{3}\approx 85,0396646a^{3}\!\,.}

## Kartezične koordinate
Naslednje koordinate določajo oglišča prisekanega dodekaedra z robom dolžine  2(τ−1), ki ima središče v izhodišču.

## Pravokotne projekcije
Prisekani dodekaeder ima pet pravokotnih projekcij usrediščenih na oglišče, dve vrsti robov in dve vrsti stranskih ploskev (petkotniki in šestkotniki). Zadnji dve odgovarjata Coxeterjevima ravninama A2 in H2.
| usrediščeno na        | oglišče | rob 3-10 | rob 10-10 | stransko ploskev – enakostranični trikotnik | stransko ploskev desetkotnik |
| --------------------- | ------- | -------- | --------- | ------------------------------------------- | ---------------------------- |
| slika                 |         |          |           |                                             |                              |
| projektivna simetrija | [2]     | [2]      | [2]       | [6]                                         | [10]                         |
| triakisni ikozaeder   |         |          |           |                                             |                              |

## Razvrstitev oglišč
Ima isto razvrstitev oglišč kot trije nekonveksni uniformni poliedri
| prisekan dodekaeder | veliki ikozikozidodekaeder | veliki ditrigonalni dodeciikozidodekaeder | veliki dodeciikozaeder |

## Sorodni poliedri in tlakovanja
Telo je del postopka prisekanja med dodekaedrom in ikozaedrom:
| {5,3} | t0,1{5,3} | t1{5,3} | t0,1{3,5} | {3,5} | t0,2{5,3} | t0,1,2{5,3} | s{5,3} |
| ----- | --------- | ------- | --------- | ----- | --------- | ----------- | ------ |
|       |           |         |           |       |           |             |        |
|       |           |         |           |       |           |             |        |

Ta polieder je topološko soroden zaporedju uniformnih prisekanih poliedrov , ki imajo konfiguracijo oglišča (3.2n.2n)  in simetrijo [n,3] Coxeterjeve grupe. 
| simetrija        | sferna         | sferna        | sferna        | sferna        | ravninska      | hiperbolična... | hiperbolična... | hiperbolična... |
| simetrija        | *232 [2,3] D3h | *332 [3,3] Td | *432 [4,3] Oh | *532 [5,3] Ih | *632 [6,3] P6m | *732 [7,3]      | *832 [8,3]...   | *∞32 [∞,3]      |
| red              | 12             | 24            | 48            | 120           | ∞              | ∞               | ∞               | ∞               |
| ---------------- | -------------- | ------------- | ------------- | ------------- | -------------- | --------------- | --------------- | --------------- |
| prisekane oblike | 3.4.4          | 3.6.6         | 3.8.8         | 3.10.10       | 3.12.12        | 3.14.14         | 3.16.16         | 3.∞.∞           |
| Coxeter Schläfli | t0,1{2,3}      | t0,1{3,3}     | t0,1{4,3}     | t0,1{5,3}     | t0,1{6,3}      | t0,1{7,3}       | t0,1{8,3}       | t0,1{∞,3}       |
| triakisne oblike | V3.4.4         | V3.6.6        | V3.8.8        | V3.10.10      | V3.12.12       | V3.14.14        |                 |                 |
| Coxeter          |                |               |               |               |                |                 |                 |                 |